# Ingen lik Jesus i fröjd och smärta
Ingen lik Jesus i fröjd och smärta eller Ingen lik Jesus i lust och smärta är en sång, "There's not a friend like the lovely Jesus", med text från 1895 av Johnson Oatman (jr) och musik av George C Hugg

## Publicerad i
- Samlingstoner 1919 som nr 141 under rubriken "Helgelsesånger" (med texten "... lust och smärta")
- Frälsningsarméns sångbok 1929 som nr 272 under rubriken "Jubel, erfarenhet och vittnesbörd".
- Musik till Frälsningsarméns sångbok 1930 som nr 272.
- Segertoner 1930 som nr 68. (med texten "... lust och smärta") (Här anges Fanny Crosby som upphovsman)
- Förbundstoner 1957 som nr 81 under rubriken "Guds uppenbarelse i Kristus: Jesu person och verk".
- Segertoner 1960 som nr 68. (med texten "... lust och smärta")
- Frälsningsarméns sångbok 1968 som nr 298 under rubriken "Jubel och tacksägelse". (med texten "... fröjd och smärta")
- Frälsningsarméns sångbok 1990 som nr 553 under rubriken "Erfarenhet och vittnesbörd". (med texten "... fröjd och smärta")